# Biadgelegn Elias
Biadgelegn Elias est un joueur éthiopien de football évoluant au poste de défenseur au sein du club de Saint-George SA.

## Carrière
Il commence sa carrière professionnelle lors de la saison 2011-2012 au sein de Saint-George SA, club où il est toujours actuellement.
Il compte six sélections en équipe nationale. En janvier 2013, il est appelé par le sélectionneur Sewnet Bishaw pour faire partie du groupe des 23 joueurs participants à la phase finale de la Coupe d'Afrique des nations 2013.